# Annona cherimolioides
Annona cherimolioides este o specie de plante angiosperme din genul Annona, familia Annonaceae, descrisă de José Jéronimo Triana și Jules Émile Planchon. Conform Catalogue of Life specia Annona cherimolioides nu are subspecii cunoscute.